# Sean McNamara
Dr. Sean McNamara az FX Networks tévésorozatának, a Kés/Alattnak az egyik főszereplője. Ő volt az első, akit látni lehetett a sorozatban, ahogy a klasszikus idézetet mondja: "Mondja el, mit nem szeret magán?". A szereplőt Dylan Walsh alakítja. Partnere és legjobb barátja Christian Troy, akivel az egyetemi tanulmányaik alatt ismerkedtek meg, és azóta vezetik a közös praxist, a McNamara/Troyt. Sean egy tapasztaltabb, de zűrösebb magánélettel rendelkező sebész, akinek az arcidegműtét a szakterülete. Családjában rendszeresek a válságok. Exfeleségével, Juliával kétszer is összeházasodtak, de mindkétszer sikertelen volt. Kapcsolatukból két gyerek született: Annie és Conor. Másik fiáról, Mattről a sorozat során kiderül, hogy valójában Christian az apja.

## Története
Sean Miamiban alapította meg Christiannel a McNamara/Troy nevű plasztikai magánpraxist. Florida tele van önmagukkal elégedetlen emberekkel, akik változtatni akarnak külsejükön, de Sean nézetei szerint azokat kellene megműteni, akiknek valamilyen rendellenességük van, mely akadályozza őket a normális életvitelben. Ezért elhatározza, hogy pro bono (ingyenes) műtéteket is végez azokon, akik rászorulnak.
Sean és felesége, Julia tizenhét éve tartó házasságában számtalan hullámvölgy volt, és a sorozat kezdetén már látható, hogy válságba jutott a kapcsolat. Ezért kezd viszonyt Sean egyik páciensével, Megan O'Harával, akinek mellrákja van, és hamarosan meg fog halni. Saját kérésére segít neki öngyilkosságot elkövetni. Amikor Julia elkíséri őt Megan temetésére, rájön, hogy mi volt kettejük között. Bár megpróbálják megmenteni a házasságukat, amikor Sean megtudja, hogy Matt valójában Christian fia, kitör a botrány. Christiannek még meg tud bocsátani, de Juliával külön költöznek.
Ekkoriban bukkan fel a városban a Késes néven ismert maszkos bűnöző, aki főként modelleket csúfít el: késsel mosolyt vág az áldozatok arcára, aztán megerőszakolja őket. Amikor a McNamara/Troy elhatározza, hogy nyilvánosan műtik a Késes áldozatait, a felbőszült bűnöző megtámadja Seant a saját otthonában. Hogy helyrehozhassák az arcát, Christian elhívja Quentin Costát, a neves sebészt Atlantából, a műtét elvégzéséig. De miután a Késes Christiant is megtámadja és megerőszakolja, ő kiesik a munkából lelki sebei miatt. Ezért Sean állandó szerződést ajánl Quentinnek. Christian vonakodva bár, de elfogadja.
Ezalatt Sean magánélete is érdekességeket tartogat: hivatalosan is elválnak Juliával, aki megnyitja saját szépségszalonját; Christiant pedig gyanúsítottként tartják fogva a Késes-ügyben. Ez az incidens aztán drámaian visszavesz a McNamara/Troy forgalmából, ezért Seannak mindenhol reklámoznia kell a céget. De amikor egy általa beszervezett idős hölgyet kellett volna megműtenie, meggondolta magát, és kilépett a cégből. Elment az FBI-hoz, hogy csatlakozzon a tanúvédelmi programhoz. Itt megismerkedik egy nővel és fiával, akikkel a tiltás ellenére is közeli kapcsolatba kerül. De amikor arra kerül a sor, hogy válasszon régi és új élete között, inkább visszamegy plasztikai sebésznek. Ekkor azonban kiderül, hogy Quentin és Julia randevúzgatnak, ami szintén nagyon felbosszantja.
A rivalizálásuk véget ér, amikor Quentin felmond, és átmegy Julia szalonjába dolgozni. Hamarosan kiderül, hogy Julia terhes. Sean azt hiszi, hogy Quentin az apja, de Christian kideríti, hogy kettejük közt sosem volt nemi kapcsolat. Így a gyerek apja minden kétséget kizáróan Sean, mivel a válásuk előtt együtt töltöttek egy éjszakát Juliával.
Sean és Matt kapcsolata a sorozat során fokozatosan megromlik, de de végül békét kötnek. Amikor a Késes ismét akcióba lendül, Sean műti meg az áldozatokat, akik közt ott van Quentin is. Ám a műtétet nem várt módon hálálja meg: felfedi, hogy mindvégig ő volt a Késes, és Christiannel együtt kikötözi őket egy-egy műtőasztalhoz. Levágja Sean egyik ujját, és arra kényszeríti Christiant, hogy az vágja le a saját karját. Ám szerencsére az őrült ámokfutásának Kit McGraw nyomozó véget vet (akiről kiderül, hogy igazából Quentin bűntársa), és Sean ujját is visszavarrja egy neves specialista.
Sean úgy tervezi, hogy szenteste odaajándékozza Juliának a régi házukat és elköltözik. De ő kettejük nevére íratja a házat, és úgy döntenek, újra megpróbálják együtt felnevelni gyermeküket. Az ifjú Conor azonban veleszületett rendellenességgel bír: kezein csak három ujj van. Ráadásul egy bébiszitter-jelölttel, Monica Wilderrel le is fekszik, ám nem meri őt alkalmazni, mert fél, hogy újra megcsalná Juliát. Ennek ellenére a nő nem száll le róla, és komoly fenyegetést jelent Julia és Sean újrakezdődő kapcsolatára. Megfenyegeti őt, hogy azt hazudja: Sean megerőszakolta őt. A dolognak az vet véget, hogy Monica egy baleset során meghal. Miközben Conor műtétjére készülnek, Julia, és a törpenövésű bébiszitter, Marlowe, el akarják halasztani, mert szerintük a gyermek pszichikai fejlődését is veszélyeztetné.Végül Sean meggyőzi Juliát,hogy engedje hogy megoperálja a gyermeküket. Mivel házasságuk újfent megromlott (köszönhetően Marlowe-nak is), Julia a gyerekekkel New York-ba költöznek.
Sean ellátogat Faith Wolperhez, a pszichológushoz, aki elmondja neki, hogy Christiannek homoszexuális töltetű álmai vannak vele. A viszony kettejük között rendbejön, mikor elmondja neki. Később Sean rájön, hogy új életet kell kezdenie, és Los Angelesbe költözik, ahová Christian is követi őt.
Ám az élet itt sokkal nehezebb, mint Miamiban. Mivel az első két hónapban egyetlen új páciensük sincs, a tévébe megy szerepelni, hogy reklámozza magukat. Később viszonyba keveredik Julia barátnőjének, Oliviának a lányával, Edennel; de túl öregnek tartja magát hozzá. Ezt a kapcsolatot Julia és Christian se nézik jó szemmel. Sean a filmiparban is jól megállja a helyét: szerepel a Szívek és szikék című kórházsorozatban, továbbá egy rövid próbálkozás erejéig a Plastic Fantastic című valóságshow-ba is belekezd. Amikor Julia Eden mesterkedéseinek hatására kórházba kerül és amnéziás lesz, egy ideig azt hazudja neki, hogy még mindig házasok. Felbukkan az életében egy Colleen nevű nő is, aki valósággal ráakaszkodik.Színészeket managelő sztárügynöknek mutatja magát, azonban ő nem más, mint egy játékmackókat tömő kis cég alkalmazottja. Mivel Sean emiatt megszakítja vele a kapcsolatot, a nő bosszút akar állni. Egy óvatlan pillanatban több késszúrással leteríti őt a rendelőben. A sérülés következtében tolószékbe kerül, és bár időközben felépül, mivel látja, hogy mindenki törődik vele, ezért megjátssza továbbra is, hogy beteg. Amikor lelepleződik, mindenki nagyot csalódik benne. Miután Liz átmenetileg elhagyja a klinikát, felvesz egy Teddy nevű altatóorvosnőt, akivel viszonyt kezd, és együtt kábítószereznek is. Egy idő után összeházasodnak, ám kiderül, hogy Teddy igazából egy fekete özvegy, aki a halála árán a pénzére utazik. Csodával határos módon az utolsó pillanatban megmenekül a nő mesterkedéseitől. Később újabb csalódás éri: egy barátján keresztül lehetősége lenne jótékony sebészetet vállalni külföldön, de miután a barátjának a felesége kikezd vele, és ő nemet mond, azt hazudja, hogy ő akart vele kikezdeni, és emiatt a terv kútba esik. Sean és Christian barátsága fokozatosan válságba kerül Sean vágyai miatt. Nagyon elkeseredik, amikor megtudja, hogy Julia Londonba költözik, és magával viszi Annie-t és Conort is. Christian ezt látva úgy dönt, hogy segít barátján: kivárásolja őt a praxisból, és ad neki egy repülőjegyet, hogy megvalósíthassa az álmát, és rászolultakat műthessen külföldön.

### A jövőben
A Conor McNamara 2026 című epizódban látható, hogy Sean másodszor is megnősül, de ezúttal egy új nőt vesz el. Ő asszisztál Mattnek Conor másik kezének műtésekor. Ha nem muszáj, nem beszél Juliával. Ez a jövő a sorozat későbbi eseményeinek ismeretében egy alternatív jövőkép.